# Bergara
Bergara − miasto w Hiszpanii, we wspólnocie autonomicznej Kraj Basków, w prowincji Gipuzkoa. W 2008 liczyło 14 746 mieszkańców.